# Groentemarkt (Lokeren)
De Groentemarkt is een straat en plein in het centrum van de Belgische stad Lokeren. Het plein heeft een driehoekige vorm en begint aan de Markt van Lokeren en eindigt in een splitsing met de Roomstraat en de Oude Vismijn. Andersom kan je het ook zien als de samenvloeiing van deze twee straten richting de Markt.
De ingang van het stadhuis van Lokeren bevindt zich aan dit plein. Het was vroeger de locatie waar elke woensdag een groentemarkt werd georganiseerd, maar tegenwoordig wordt er geen onderscheidt meer gemaakt tussen de Markt en de Groentemarkt. Dus zijn andere soorten kramen hier tegenwoordig ook te vinden.

## Geschiedenis
In het verleden stond dit plein bekend als de "Beesten-Merkt" of "Beestenmarkt". De noordelijke grenzen van het plein behouden nog steeds de oorspronkelijke vorm van de vroegere grachten van het Kasteel van Sterrebeek. Na de sloop van het kasteel werden de gronden verkocht en werden aan deze zijde van het plein huizen gebouwd. De overige zijden van het plein waren voorheen al bebouwd.

## Bezienswaardigheden

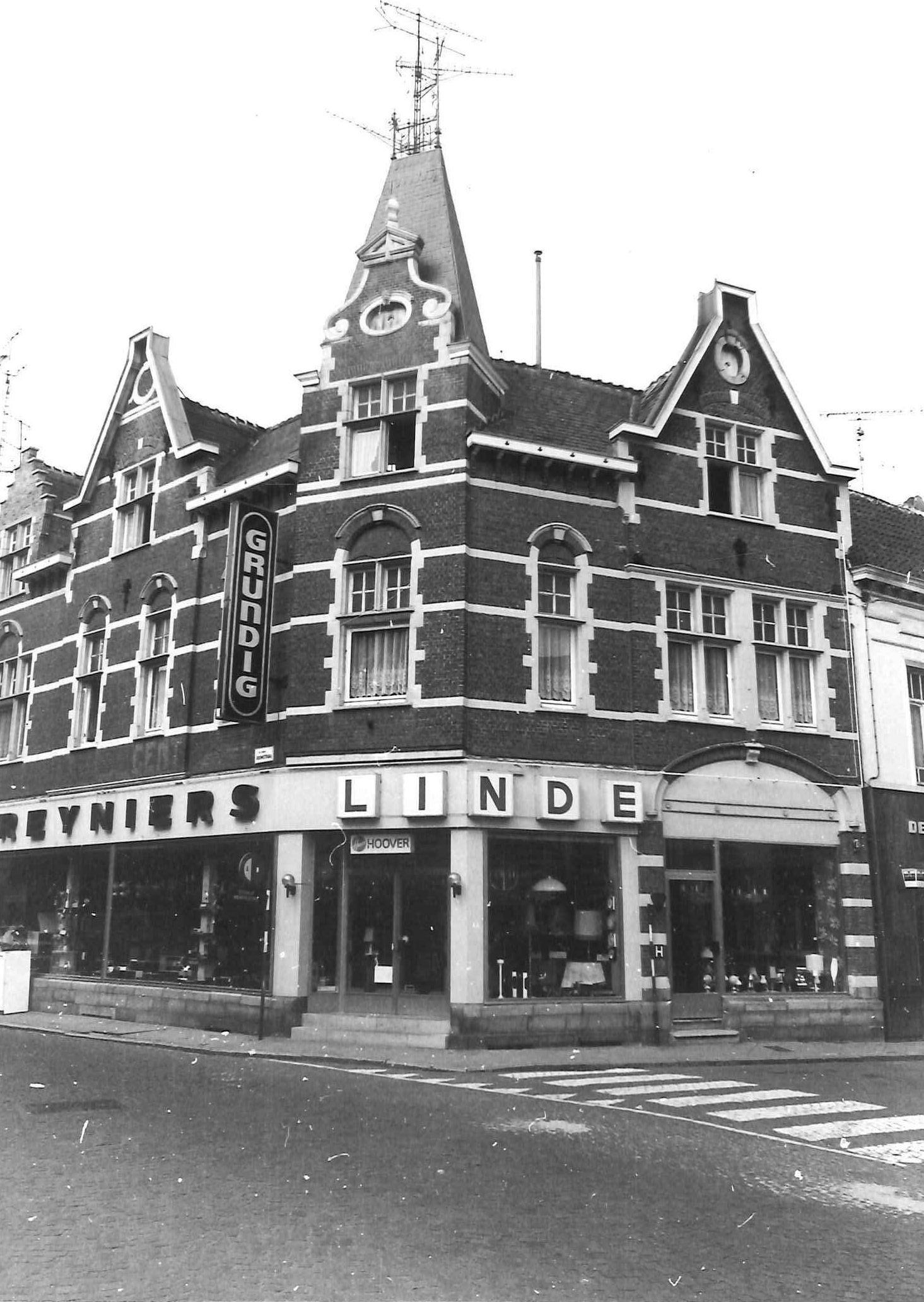
Neotraditioneel hoekhuis
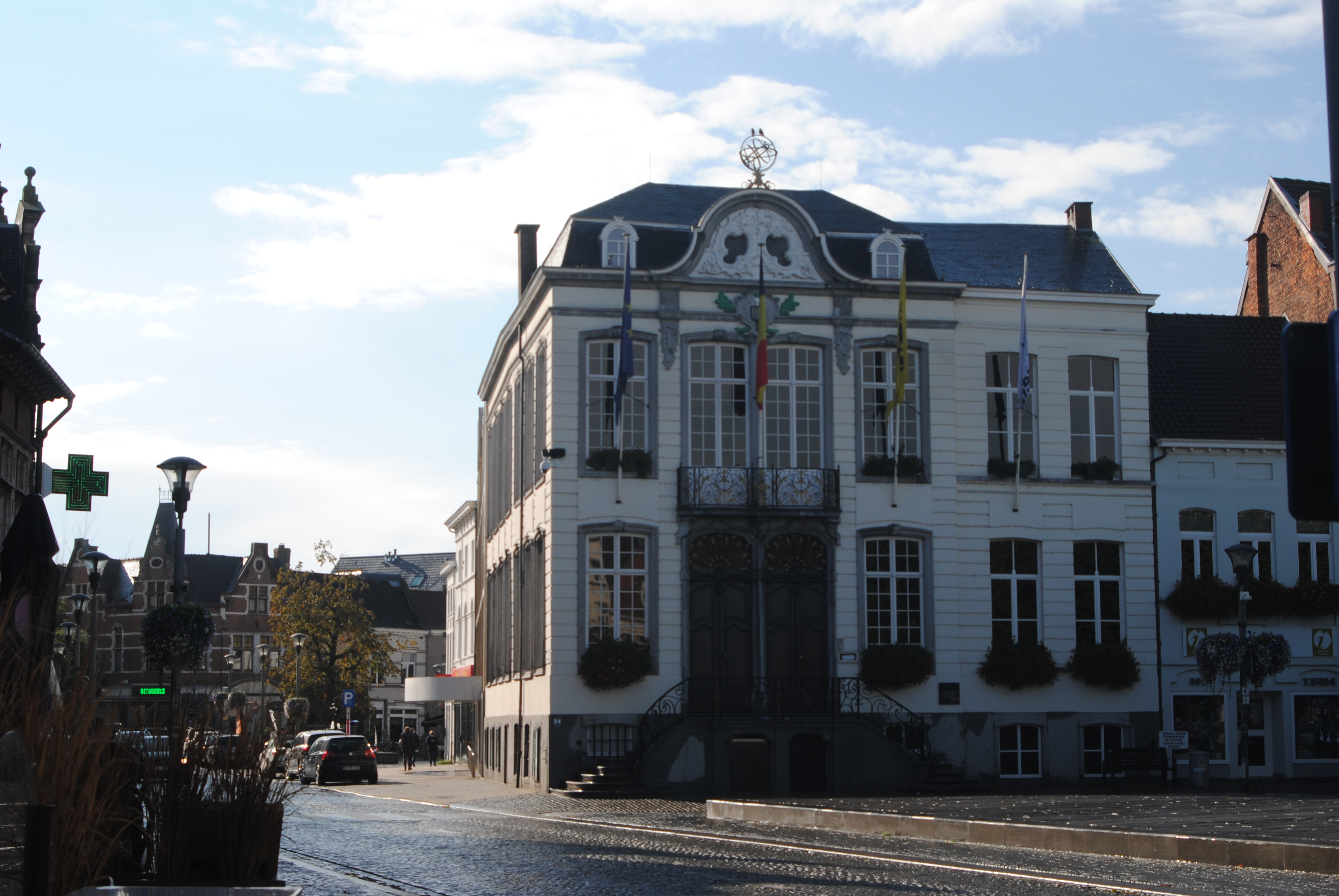
Stadhuis van Lokeren